# 레이몬드 에이모스

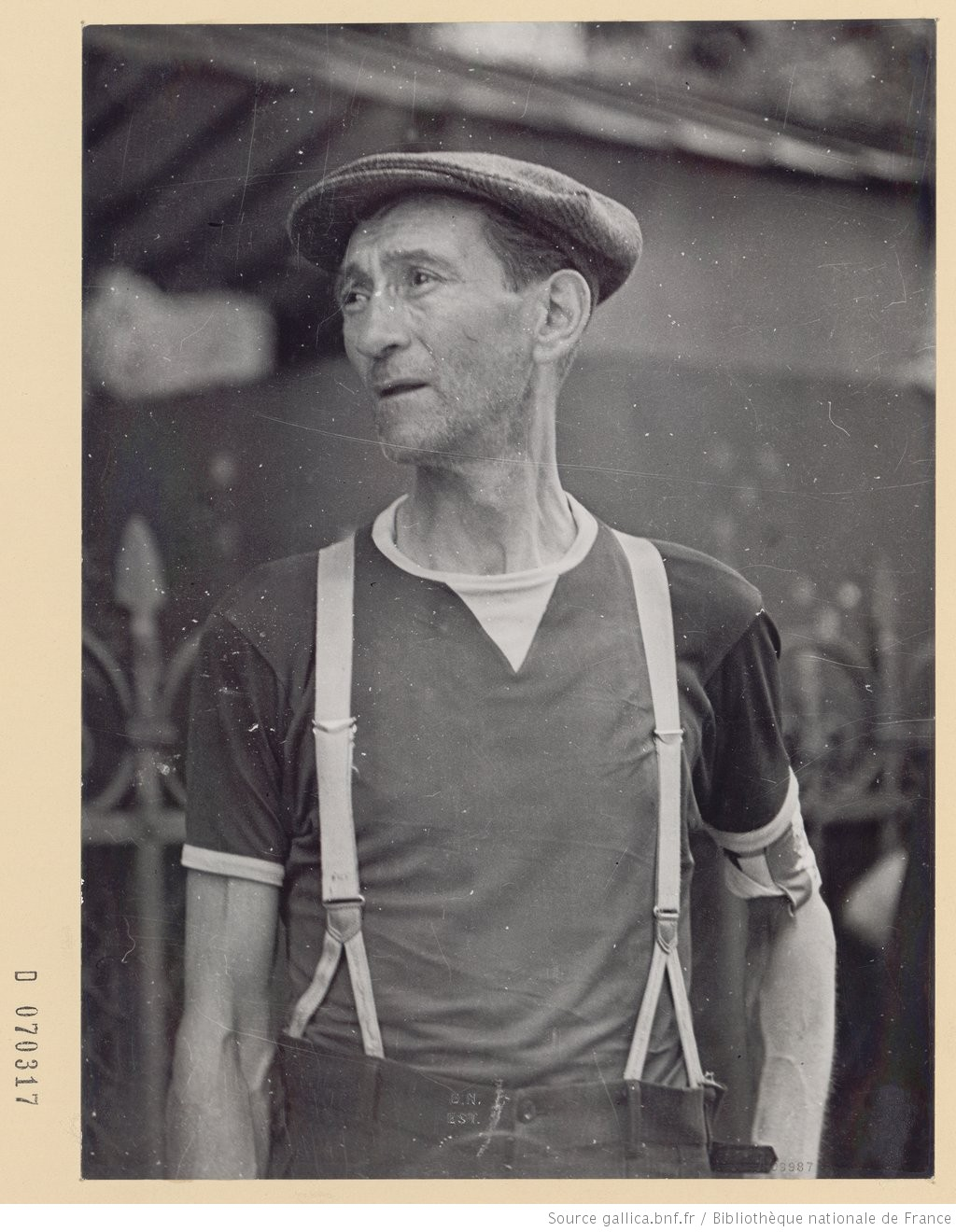

레이몬드 에이모스(Raymond Arthur Caudrilliers, 1889년 2월 4일 ~ 1944년 8월 20일)는 프랑스의 배우이다.
파리에서 사망하였다.

## 영화
- 꽃이 있는 부두 (1944년)
- 안개 낀 부두 (1938년)
- 더 로드 투 글로리 (1936년)
- 멋진 친구들 (1936년)
- 비우 (1936년)
- 최후의 망루 (1935년)
- 마지막 백만장자 (1934년)
- 독립기념일 (1933년)
- 우든 크로시즈 (1931년)
- 파리의 지붕 밑 (1930년)